# E-ROBOT
『E-ROBOT』（イー・ロボット）は、山本亮平による日本の漫画。『週刊少年ジャンプ』（集英社）において、2014年52号から2015年12号まで連載された。全11話。本作品は『少年ジャンプNEXT!』2013年SUMMER号、『週刊少年ジャンプ』2014年9号への読み切り『E-Robot』掲載を経て連載化するに至った。連載版は、読み切り版と世界観や登場人物の設定などが異なる。

## ストーリー
凛道ユウキは同級生に白浜ヒカリに恋する高校生。しかし中々告白できないユウキの前に現れたのは、父が作った特殊戦闘用美少女ロボット『E-ROBOT（イー・ロボット）』のアイ＝ロボロフスキーだった。

## 登場人物

### 主要登場人物
凛道 ユウキ（りんどう ユウキ）
本作の主人公。高校2年生の男子生徒。1年生の時から白浜ヒカリに惚れている。本人の前では「白浜」と呼んでいるが、心の中では「ヒカリちゃん」と呼んでいる。
アイ＝ロボロフスキー/ Ai=Roborovskii
本作のヒロイン。長髪で髪の色はピンク色。人間の美少女にしか見えないが、凛道勇士が作った特殊戦闘用美少女ロボット、通称『E-ROBOT（イー・ロボット）』である。全ての部位が完璧にエロい。最高時速250キロで走ることができる。
ユウキやヒカリのクラスに転入してくる。クラスメイトにはE-ROBOTであることは秘密にしており、ユウキの遠い親戚ということになっている。ユウキの家に一緒に暮らすことになり、掃除・洗濯・料理全部やってくれている。
バルブが不調になると、ロボットの動力炉を冷ます「冷却水」が漏れ、人工知能が不安定になる。
白浜ヒカリ（しらはま ヒカリ）
ユウキの片想いの相手。頭脳明晰、運動神経バツグン、おまけに可愛い、明るい、優しいの三拍子揃った皆の憧れ。

### ユウキが通う学校
田中（たなか）
2年B組のクラスメイトで、ユウキの友人。10年かけて厳選したエロ本のコレクションは命より大切な宝物。
豪田 ツヨシ（ごうだ ツヨシ）
不良のボスで、高校3年生。老け顔。田中からエロ本を奪い、特に熟女モノが好み。
田中のエロ本を取り返しにきたユウキのおっぱい拳法に敗北する。
アモール＝サファイアブルー/ Amor=Sapphire blue
保健体育の教師。特殊戦闘用美男子ロボット、通称『H-ROBOT（ハンサム・ロボット）』。究極の「かっこよさ」を武器に戦うトキメキ兵器。「ときめきの力」で世界から争いを無くすのが目的。

### その他
凛道 勇士（りんどう ユウシ）
ユウキの父。「エロ」で世界を救おうとしており、長年のロボット研究の成果全てを、究極のエロ兵器『E-ROBOT』の開発に注ぎ込んだ。息子のユウキにアイが「エロ」で活躍するのを補助するようにお願いした。
星 ウメ（ほし ウメ）
90歳のお婆さん。夫を亡くし、犬と暮らしている。
ハナコ
星ウメが飼っている9歳の犬。左耳が外側斜め45度に垂れている。尻尾は秒速5cmで振る。

## 用語

### E.R.O.兵装（エロへいそう）
E-ROBOTであるアイに内蔵された、作戦立案から戦闘鎮圧まであらゆる状況に対処できる『特殊な技能』。
おっぱい防御壁（おっぱいバリケード）
弾力と耐久性を兼ね備えた究極の装甲。
治癒愛撫（ペロキュア）
アイの口内から治療液を分泌し、ペロペロ舐めて治療。
超聴心器（ハート・リーディング）
アイの耳で相手の心音を聴き、相手の悩みを知ることが可能。
安心抱擁（リラクシング・ハグ）
アイの抱擁は緊張をほぐす効果がある。
大人の夜の舞踏（アダルト・ナイト・フィーバー）
華麗なステップの官能的なダンス。
神風（カミカゼ）
風もないのにスカートがめくれあがり、見えそうで見えない絶妙な形を保っている。
あの子とすれ違った瞬間（ワンス・アポン・ア・タイム・イン・スクール）
憧れのあの子の髪の残り香。青春時代を思い出させる。
おっぱい鏡面反射（おっぱいミラーバリア）
銃弾の軌道修正に最適な乳射角でおっぱいを当てる。
祝福の吐息（ゴッド・ブレス）
アイの息を相手の耳に吹きかけて戦意を喪失させる。
おっぱいミサイル
信頼できる人に胸を揉まれることにより発射される強力な兵装。
乳圧狙撃（ばーすと・ショット）
胸ボタンで蜂を撃退する。
ドキドキパフューム
大規模戦闘の鎮圧用兵装。この胞子を吸うと興奮中枢が刺激され、周囲を無差別に「武装解除（素っ裸に）」して「愛情表現（キス）」する「平和主義者（ヘンタイ）」になる。
おっぱい催眠術（おっぱいさいみんじゅつ）
皆の記憶を修正。
笑いの王国（キングダム・オブ・ヘブン）
アイの目にはヒトの最も敏感な部位が視える。
お色気逆転劇（エロス・カウンター）
「脱がせよう」という敵の攻撃（エロス）を「脱ぎかけ」という自らの攻撃に転じる兵装。
活力増強レシピ（かつりょくぞうきょうレシピ）
裸エプロン姿で料理を作る。

### H兵装（ハンサムへいそう）
トキメキコンボ
1HIT、2HIT、3HITと迫られた途端、頭の中がときめきでいっぱいになる。
頭ポンポン（ゴッド・ハンド）
この手で触れられた者は、手のひらから発する電流に脳神経が刺激され、ときめきで戦意を喪失する。しかしユウキには効かなかった。

## 書誌情報

### 単行本
- 山本亮平 『E-ROBOT』 集英社〈ジャンプ・コミックス〉、全2巻
  1. 「炸裂！アイのミサイル!!」 2015年3月9日第1刷発行（3月4日発売[集 1]）、ISBN 978-4-08-880388-3
  2. 「アイとユウキ」 2015年4月8日第1刷発行（4月3日発売[集 2]）、ISBN 978-4-08-880404-0